# Ironus ignavus
Ironus ignavus är en rundmaskart som beskrevs av Bastian 1965. Ironus ignavus ingår i släktet Ironus och familjen Ironidae. Arten är reproducerande i Sverige. Inga underarter finns listade i Catalogue of Life.